# Fujifilm X-T1
Die Fujifilm X-T1 ist eine spiegellose Digitalkamera des japanischen Herstellers Fujifilm. Mit der X-T1 stellte Fujifilm im Januar 2014 die sechste Systemkamera der X-Serie vor. Das Konzept der klassischen Bedienung wurde mit einem Einstellrad für den zu verwendenden Belichtungsindex weiter ausgebaut. Erstmals in der Serie orientierte sich das Design nicht an einer Messsucherkamera, sondern an einer Spiegelreflex.
Der verwendete elektronische Sucher bot zur Markteinführung die stärkste Vergrößerung – sogar höher als bei einer Vollformat Spiegelreflex üblich – und war auch in Bezug auf Auflösung, Verzögerung und Bildfrequenz auf höchstem Niveau. Er verfügte außerdem erstmals über eine Rotation der Aufnahmedaten bei Hochformat im Sucher und einen speziellen Modus zur manuellen Fokussierung, welcher das Gesamtbild und einen vergrößerten Ausschnitt gleichzeitig darstellte.
Die X-T1 war sowohl die erste spritzwassergeschütze Kamera der X-Serie, als auch die erste mit einem optionalen Batteriegriff inklusive Hochformatauslöser. Sie war außerdem die insgesamt erste Kamera mit voller Unterstützung von UHS-II-SD-Karten.
Die Kamera wurde einzeln mit einer Unverbindliche Preisempfehlung von 1199,- Euro oder als Kit mit dem Fujinon 18-55 mm F 2.8-4 R OIS Objektiv für 1599,- Euro angeboten.

## Merkmale
- Fujifilm-X-Trans-Sensor in APS-C-Größe mit 16 Megapixeln
- Fujifilm-X-Bajonett-Objektivanschluss
- Elektronischer Sucher mit 2,39 Megapixel und Vergrößerung 0,77
- Blitzanschluss für TTL-Blitze sowie Sync-Anschluss
- Klassische Bedienung mit Einstellrädern für Zeit,  Belichtungskorrektur und Empfindlichkeit oben auf der Kamera, Blende als Einstellring am Objektiv

## Probleme
Kurz nach Verkaufsstart gab es die ersten Berichte über Lichteinfall, wenn die seitliche Klappe über den Anschlüssen während einer Langzeitbelichtung geöffnet war. Fujifilm reagierte darauf mit der Feststellung, dass einige frühe Produktionsmodelle diesen Fehler hatten und bot eine kostenlose Reparatur der betroffenen Kameras an.

## Rezeption
Die X-T1 gewann die EISA Auszeichnung „Best Product 2014“ in der Kategorie „Advanced Compact System Camera“.

## SondermodellGraphite Silver
Zur Photokina 2014 kündigte Fujifilm ein Sondermodell in grauer Farbe an, welches 200,- Euro teurer als die normale, schwarze Version sein soll. Außerdem soll es kürzere Belichtungszeiten bis zu 1/32000 s per elektronischem Verschluss und einen neuen Filmmodus Classic Chrome bieten. Diese beiden Neuerungen wurden per Firmware-Update auch für das normalen Modell für Dezember 2014 in Aussicht gestellt.

## Zubehör
Fujifilm bietet folgendes Zubehör zur X-T1 an:
- Eye Cup EC-XT L: Große Augenmuschel
- Hand Grip MHG-XT Small: Bodenplatte mit integrierter Schnellwechselplatte nach Arca-Swiss Standard
- Hand Grip MHG-XT: Bodenplatte mit kleiner Grifferweiterung
- Hand Grip MHG-XT Large: Bodenplatte mit großer Grifferweiterung
- Vertical Battery Grip VG-XT1: Batteriegriff mit Hochformat-Auslöser inklusive Einstellrädern